# Sabine Bischoff
Sabine Bischoff (alemany: Sabine Bischoff-Wolf)  (Tauberbischofsheim, 21 de maig de 1958 - Weikersheim, 6 de març de 2013) fou una tiradora d'esgrima alemanya, especialista en floret, que va competir durant les dècades de 1970 i 1980.
El 1984 va prendre part en els Jocs Olímpics d'Estiu de Los Angeles, on guanyà la medalla d'or en la prova del floret per equips del programa d'esgrima.
En el seu palmarès també destaquen set medalles al Campionat del món d'esgrima, una d'or, tres de plata i tres de bronze, entre les edicions de 1979 i 1986. També guanyà dues medalles de bronze a les Universíades.